# 條紋無鬚鯰
條紋無鬚鯰，為輻鰭魚綱鯰形目項鰭鯰科的其中一種，為熱帶淡水魚類，分布於南美洲亞馬遜河上游及奧里諾科河中游流域，體長可達22公分，棲息在底層水域，生活習性不明。

## 扩展阅读
維基物種上的相關：條紋無鬚鯰